# Чемпионат Ирана по мини-футболу
Чемпионат Ирана по мини-футболу, офиц. название Суперлига Ирана по мини-футболу, также наз. Про-лигой Ирана по мини-футболу — соревнование среди иранских мини-футбольных клубов, проводящееся под эгидой мини-футбольной комиссии Федерации футбола Исламской Республики Иран. Нынешняя Суперлига Ирана основана в 2003 году взамен созданной в 1998 году главной мини-футбольной лиги Ирана. Суперлига Ирана является высшим мини-футбольным дивизионом Ирана. Вторым по силе лигой является Первый дивизион Ирана, а после него Второй дивизион Ирана, ниже которого идут уже региональные мини-футбольные лиги страны.
В настоящее время в Суперлиге Ирана участвуют 14 клубов. По итогам сезона, две самые последние клубы выбывают в Первый дивизион, а два лучших клуба Первого дивизиона получают путёвку в Суперлигу. До основания в 1998 году главной мини-футбольной лиги Ирана, клубы участвовали в полулюбительской мини-футбольной лиге Ирана. Суперлига Ирана считается одной из самых сильнейших национальных мини-футбольных лиг Азии.

### Все чемпионы Суперлиги
| Сезон   | Чемпион                  |
| ------- | ------------------------ |
| 2003/04 | Шенса (Саве)             |
| 2004/05 | Там Иран Ходро (Тегеран) |
| 2005/06 | Шенса (Саве)             |
| 2007/08 | Там Иран Ходро (Тегеран) |
| 2008/09 | Фулад Махан (Исфахан)    |
| 2009/10 | Фулад Махан (Исфахан)    |
| 2010/11 | Шахид Мансури (Гарчак)   |
| 2011/12 | Шахид Мансури (Гарчак)   |
| 2012/13 | Гити Пасанд (Исфахан)    |
| 2013/14 | Дабири (Тебриз)          |
| 2014/15 | Тасисат Дарьяи (Тегеран) |
| 2015/16 | Тасисат Дарьяи (Тегеран) |

### Все призёры Суперлиги
| Клуб                         | Чемпион              | Вице-чемпион                           | Третье место                  |
| ---------------------------- | -------------------- | -------------------------------------- | ----------------------------- |
| Шахид Мансури (Гарчак)       | 2 (2010/11, 2011/12) | 3 (2003/04, 2007/08, 2009/10)          | 1 (2012/13)                   |
| Там Иран Ходро (Тегеран)     | 2 (2004/05, 2007/08) | 1 (2005/06)                            | 1 (2008/09)                   |
| Фулад Махан (Исфахан)        | 2 (2008/09, 2009/10) | -                                      | 3 (2007/08, 2010/11, 2011/12) |
| Шенса (Саве)                 | 2 (2003/04, 2005/06) | -                                      | 1 (2004/05)                   |
| Тасисат Дарьяи (Тегеран)     | 2 (2014/15, 2015/16) | -                                      | -                             |
| Гити Пасанд (Исфахан)        | 1 (2012/13)          | 4 (2010/11, 2011/12, 2013/14, 2014/15) | 1 (2015/16)                   |
| Дабири (Тебриз)              | 1 (2013/14)          | -                                      | -                             |
| Эрам Киш (Кум)               | -                    | 2 (2004/05, 2008/09)                   | 1 (2003/04)                   |
| Мес Сангун (Варзаган)        | -                    | 1 (2015/16)                            | 1 (2014/15)                   |
| Саба (Кум)                   | -                    | 1 (2012/13)                            | -                             |
| Шеркат Мелли Хаффари (Ахваз) | -                    | -                                      | 2 (2009/10, 2013/14)          |
| Рах Ахан (Тегеран)           | -                    | -                                      | 1 (2005/06)                   |